# 모나크 항공
모나크 항공(영어: Monarch Airlines)은 영국의 과거 전세 항공사로 2017년 10월 2일 모든 항공편의 운항을 중단하고 법정관리에 들어갔다.

## 역사
1967년에 설립한 본사는 영국 런던 루턴 공항에 위치해 있었으며 허브 공항으로 버밍엄 공항, 이스트미들랜즈 공항, 런던 개트윅 공항, 루턴 공항, 맨체스터 공항을 사용했었고 2013년에는 연간 승객이 700만명 이상을 기록하며 정점을 찍기도 했으나 4년 뒤인 2017년 10월 2일 파산 절차를 밟았다.

## 보유 기종

### 현재 사용하는 기종
- 2012년 4월 기준으로 모나크 항공은 다음과 같은 기종을 보유하고 있다.[1]

| 기종              | 대수 | 주문 | 승객 | 승객 | 승객 | 비고                          |
| 기종              | 대수 | 주문 | W    | Y    | 합계 | 비고                          |
| ----------------- | ---- | ---- | ---- | ---- | ---- | ----------------------------- |
| 에어버스 A320-200 | 7    | 1    | 0    | 174  | 174  | 2012년부터 순차별로 퇴역 예정 |
| 에어버스 A321-200 | 25   | 0    | 0    | 214  | 214  |                               |
| 에어버스 A330-200 | 1    | 0    | 51   | 307  | 358  |                               |
| 보잉 737 MAX 8    | 0    | 30   | TBA  | TBA  | TBA  | 2018년부터 순차별로 도입 예정 |
| 합계              | 33   | 31   |      |      |      |                               |

### 퇴역 기종
| 기종                    | 대수 | 도입   | 퇴역   | 대체 기종          | 비고      |
| ----------------------- | ---- | ------ | ------ | ------------------ | --------- |
| 에어버스 A300-600R      | 4    | 1991년 | 2014년 | 에어버스 A330-200  |           |
| 보잉 707-120B           | 4    | 1978년 | 1988년 | 보잉 707-320C      |           |
| 보잉 707-320C           | 1    | 1981년 | 1995년 | 에어버스 A300-600R |           |
| 보잉 720B               | 7    | 1972년 | 1981년 | 보잉 707-320C      |           |
| 보잉 737-200            | 6    | 1981년 | 1987년 | 보잉 737-300       |           |
| 보잉 737-300            | 12   | 1988년 | 1997년 | 에어버스 A320-200  |           |
| 보잉 757-200            | 11   | 1983년 | 2015년 | 에어버스 A321-200  |           |
| 보잉 767-300ER          | 1    | 1983년 | 2015년 | 대체 기종 없음     | 임차 운항 |
| 맥도넬더글러스 DC-10-30 | 1    | 1996년 | 2002년 | 대체 기종 없음     | 임차 운항 |
| BAC 1-11 500            | 3    | 1974년 | 1986년 | 보잉 737-200       |           |
| 브리스톨 브리타니아 300 | 8    | 1967년 | 1976년 | BAC 1-11 500       |           |

## 같이 보기
- 영국의 없어진 항공사 목록

## 사진

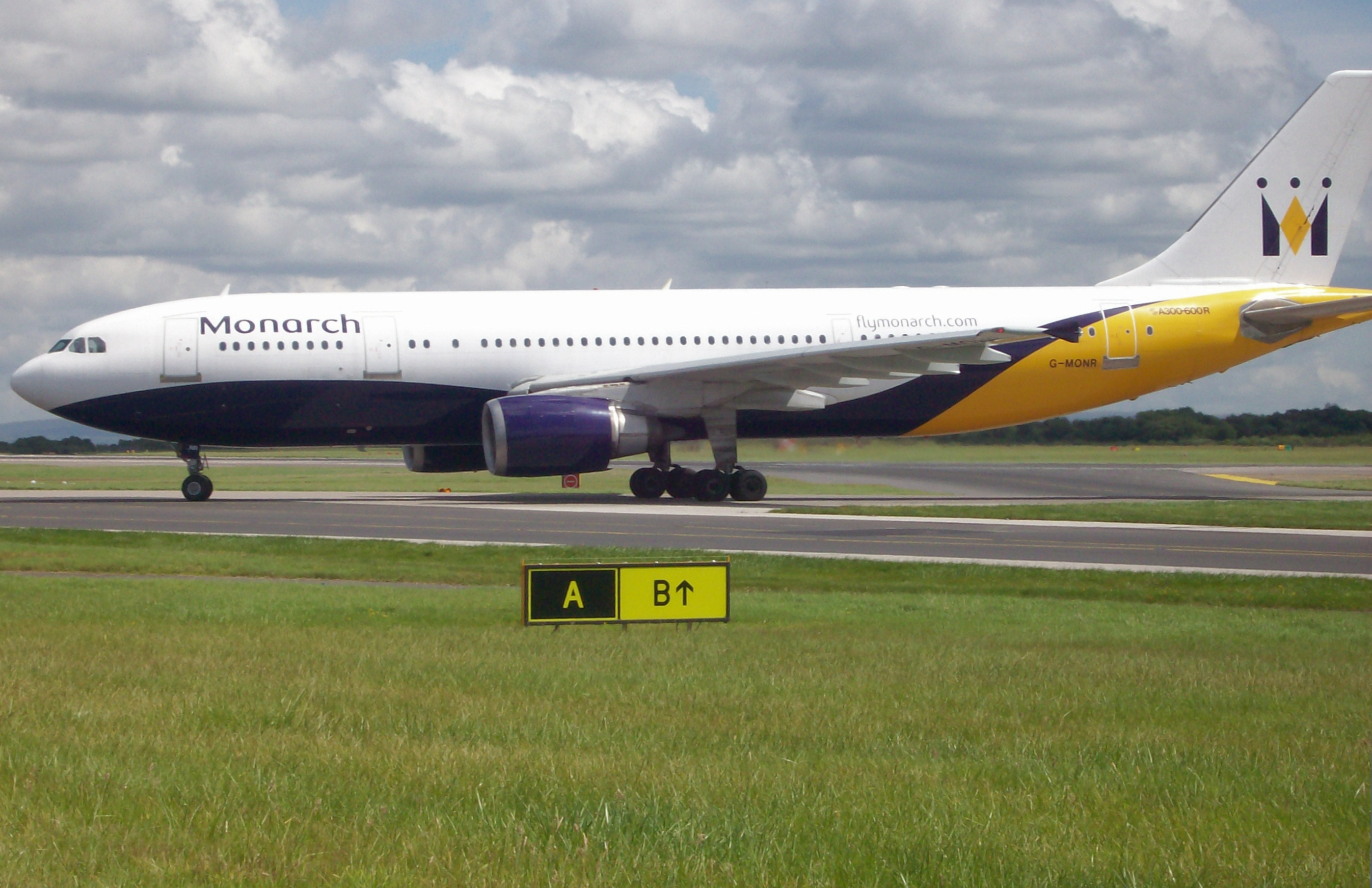
모나크 항공의 에어버스 A300-600R (퇴역)
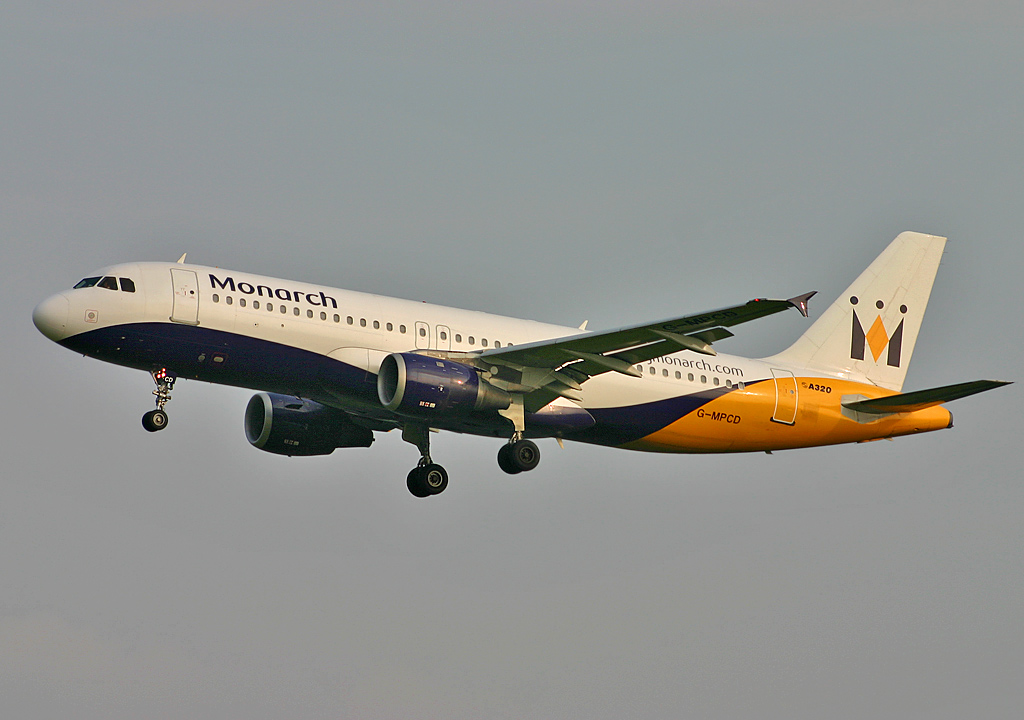
모나크 항공의 에어버스 A320-200 (퇴역)
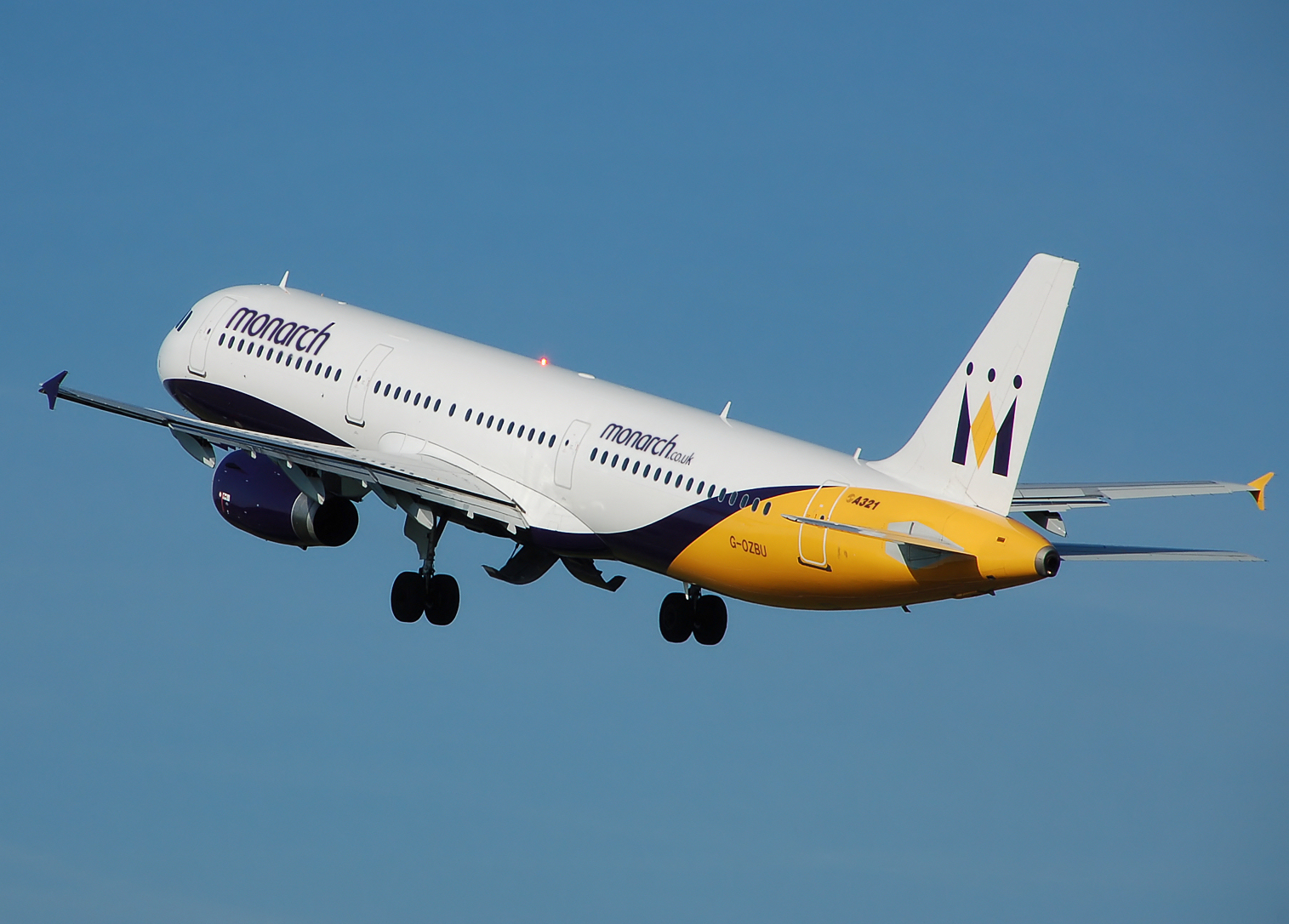
모나크 항공의 에어버스 A321-200 (퇴역)
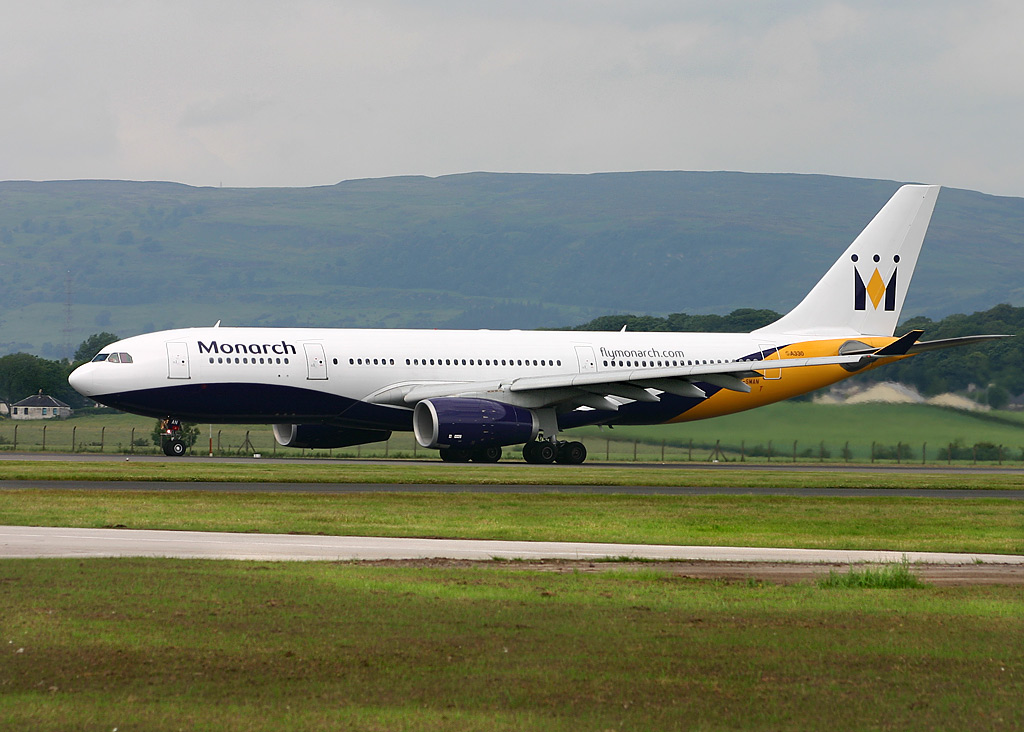
모나크 항공의 에어버스 A330-200 (퇴역)
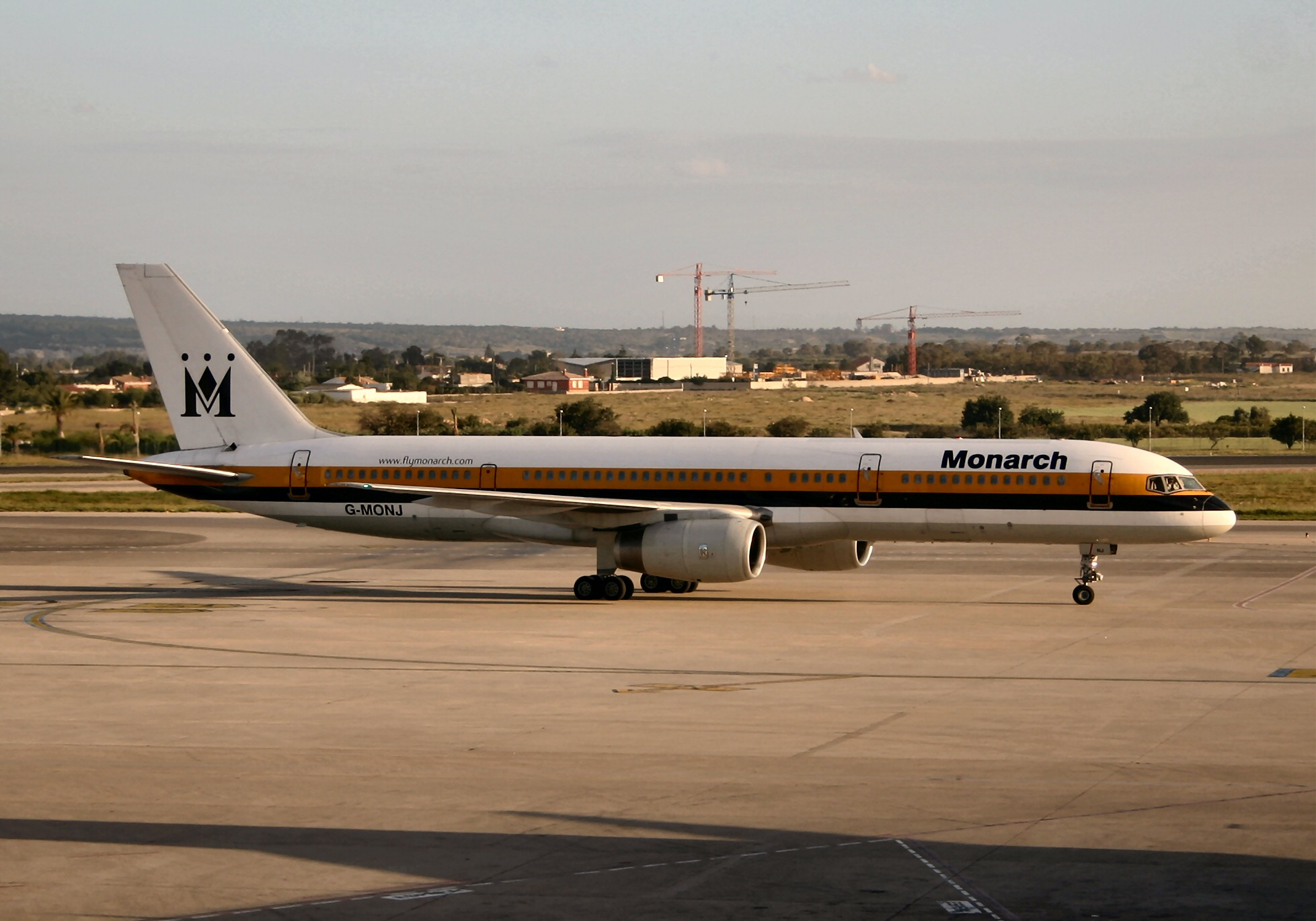
모나크 항공의 보잉 757-200 구도색 (퇴역)